# Fu Jen katolska universitet
Fu Jen katolska universitet (kinesiska: 天主教輔仁大學; pinyin: Tiānzhǔjiào Fǔrén dàxué, förkortat: FJU) är ett katolskt universitet i Nya Taipei, Taiwan grundat 1925. För närvarande uppgår antalet studenter till ca 25 000. Universitetet har starka band med kurian.
Det är det äldsta jesuitiska universitetet i den kinesisktalande världen. Det har fått sitt namn från de två kinesiska tecknen fu och ren som betyder "bistånd" respektive "välvilja".
Katolska kyrkan hade planerat att grunda ett universitet till Kina sedan påven Benedictus XV. Det var dock hans efterträdare Pius XI som började själva arbetet för att grunda universitetet genom att donera 100 000 liror. Universitetet grundades officiellt år 1925 av benediktinmunkar. Universitetet förenades med Pekings normaluniversitet år 1952. År 1962 kom Taiwans undervisningsministerium och Vatikanen överens att grunda universitetet igen i Nya Taipei där det har funnits efter det.

## Universitetets inriktning
Fu Jen är det äldsta katolska och jesuit-kopplade universitetet i den kineser-talande världen.
Universitetet är särskilt känt för sina program inom teologi, filosofi, klinisk medicin, management, juridik, språk och konst. Dessutom finns tekniska utbildningar, samhällsvetenskapliga utbildningar och utbildning inom humanekologi.
Dess transnationella gemensamma mästersprogram "MGEM" rankades 19:e globalt av Financial Times år 2020. För närvarande har universitetet rankats som topp 300 av Times Higher Education Impact Ranking, topp 100 inom teologi och topp 500 inom humaniora och medicin av QS World University Rankings.

## Bibliotek
- Kungpo minnesmärke bibliotek（文圖）
- Schutte minnesmärke bibliotek（理圖）
- Fahy minnesmärke bibliotek（社圖）
- Paul kardinal Shan bibliotek（醫圖）
- Teologiska bibliotek神圖)

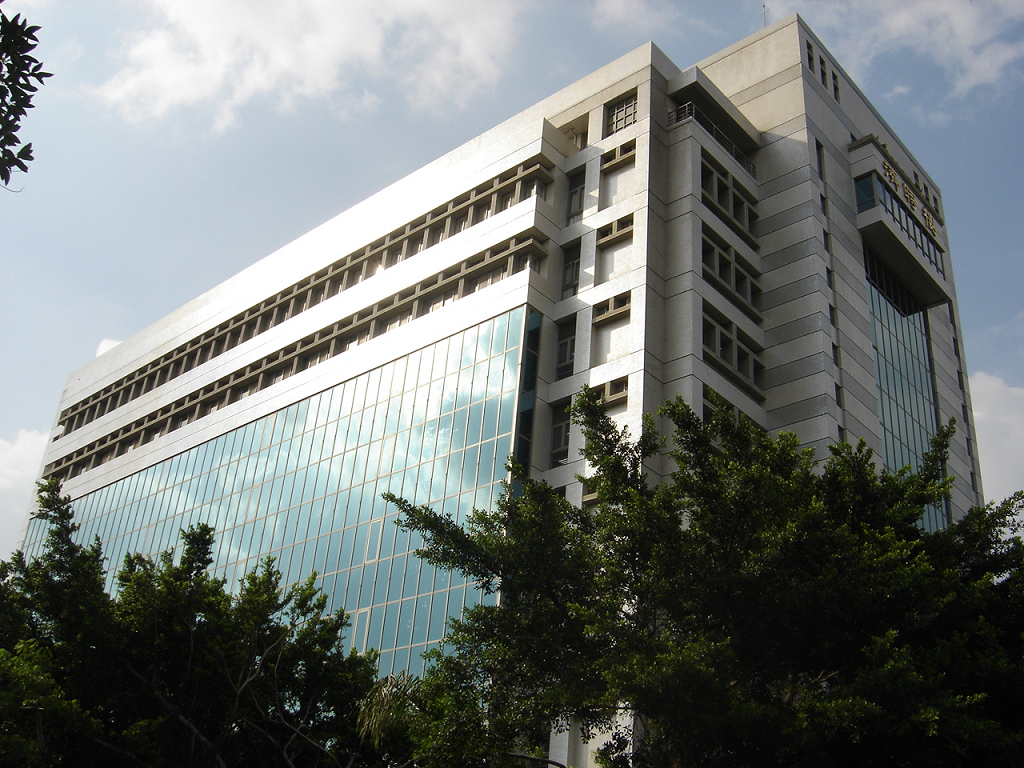
Fahy minnesmärke bibliotek
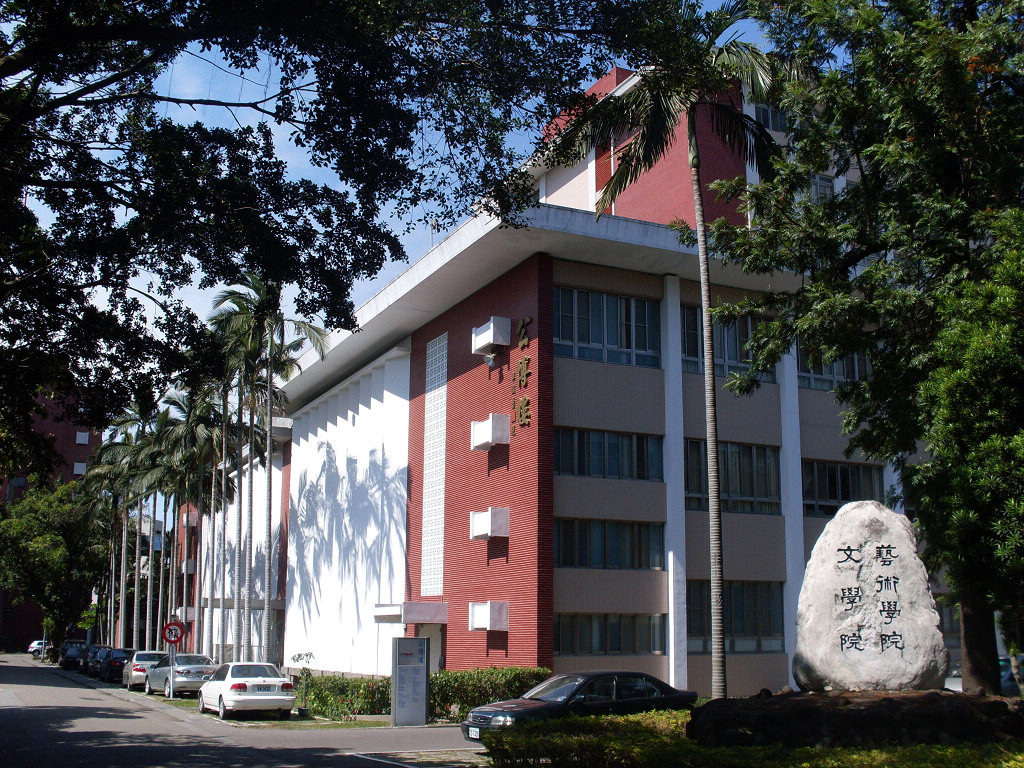
Kungpo minnesmärke bibliotek
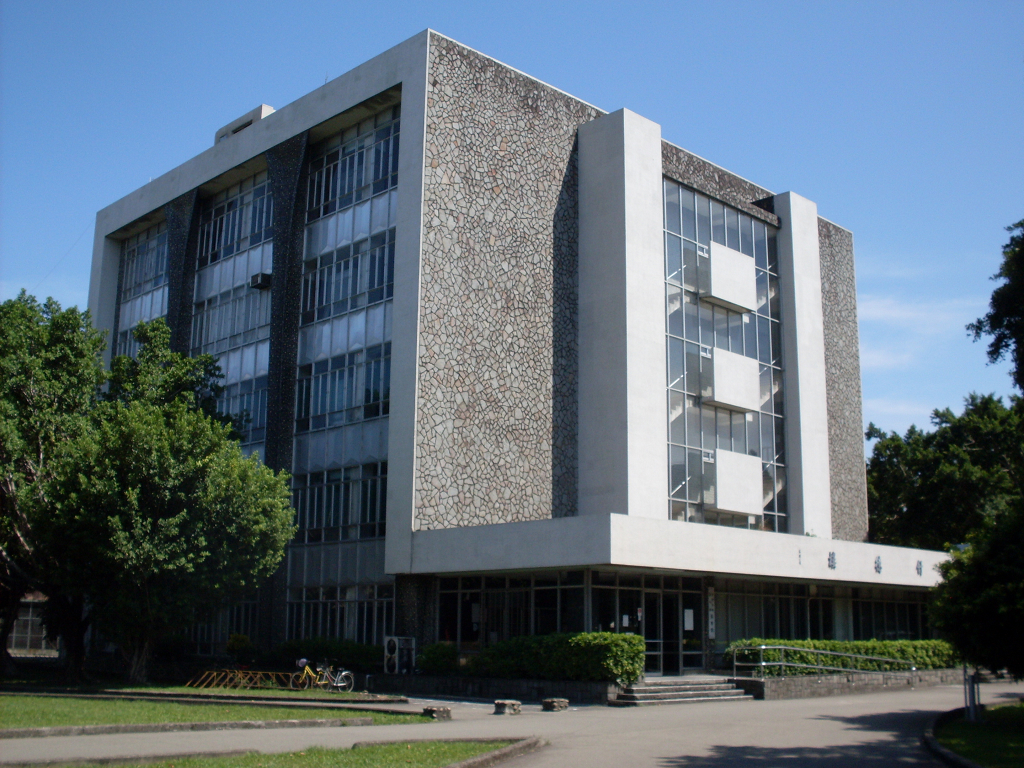
Schutte minnesmärke bibliotek

## Kända personer som tagit examen vid universitetet

### Inom politik
- Cheng Nan-jung
- Andrew Hsia
- Lin Chuen
- Lu Kuo-hua
- Chou Hsi-wei
- Liu Shou-ch'eng
- Su Huan-chih
- Wang Shu-hui
- Yeh Chu-lan
- Wang Guangmei

### Inom universitetsvärlden
- Lee-Jen Wei, professor vid Harvard University
- James Lin Xili
- Yap Chen Sing

### Inom teologi
- Joche Albert Ly

### Inom litteratur och journalistik
- Hsiao-Hung Pai
- Chang Ta-chun
- Yin Chiao-chen
- Yang-Min Lin
- Li Yen-chiu
- Shen Chun-hua

### Inom teater och film
- Lai Sheng-chuan
- Hu Yin-meng
- Wu Nien-chen

### Inom musik
- Wu Ting-yu
- Jolin Tsai
- Faye Zhan
- Alla medlemmar i Cherry Boom
- MC HotDog
- Masa Tsai
- Summer Hsu

### Inom konst och illustration
- Alfonso Wong

### Inom näringslivet
- Michael Lee
- Steve Chang, medgrundare av Trend Micro

### Inom sport
- Chu Chih-ching
- Chen Yi-hsin
- Pan Wei-lun (baseball)
- Wu Pai-ho